# Nama xylopodum
Nama xylopodum är en strävbladig växtart som först beskrevs av Elmer Ottis Wooton och Standley, och fick sitt nu gällande namn av Hitchcock. Nama xylopodum ingår i släktet Nama och familjen strävbladiga växter. Inga underarter finns listade i Catalogue of Life.